# Colada (cocktail)
Pour les articles homonymes, voir Colada.

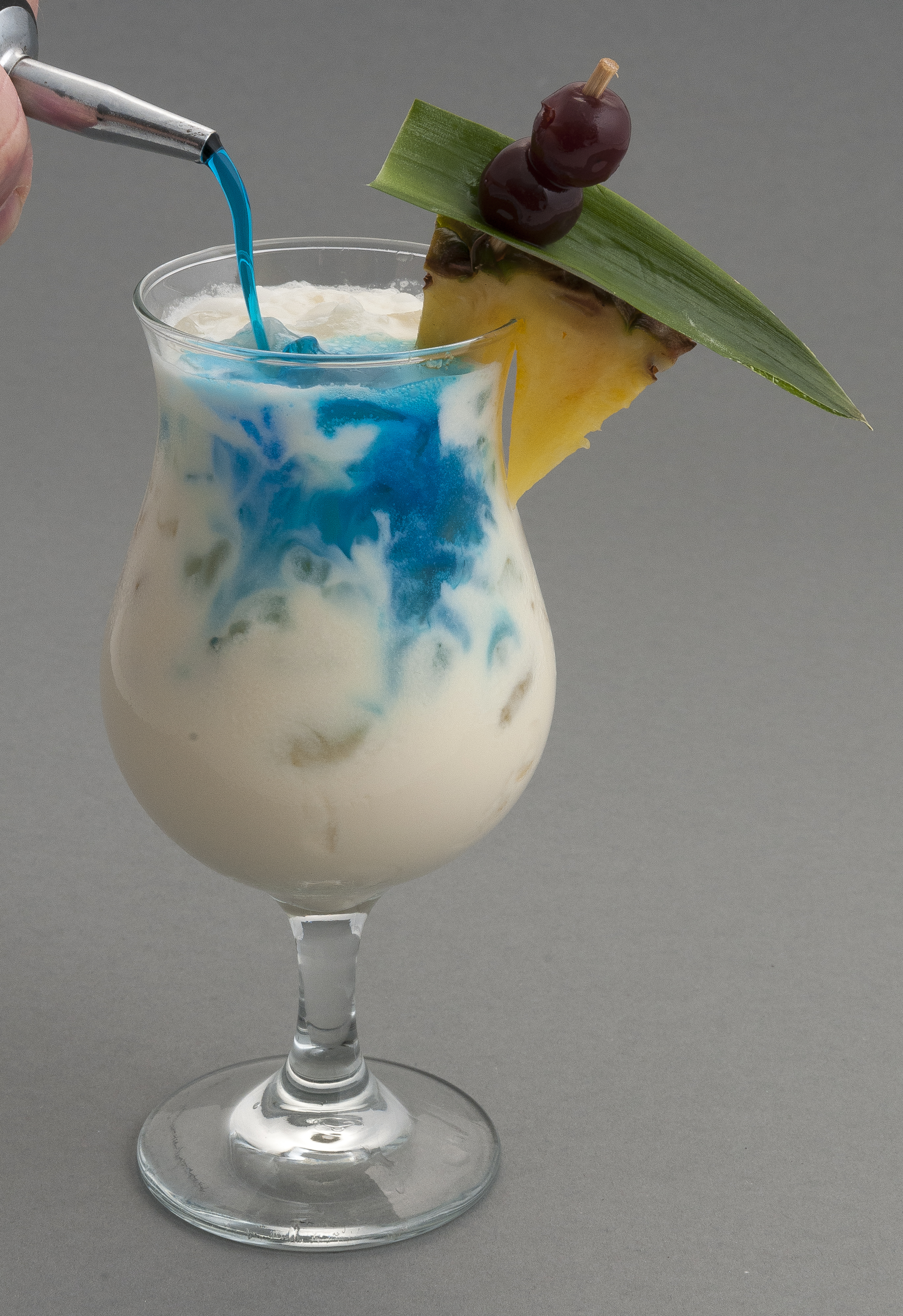
Swimming Pool.

Une colada est un cocktail tropical crémeux, généralement assez sucré, qui contient toujours de la crème de coco et généralement du rhum comme alcool de base ainsi que du jus d'ananas. L'ajout d'autres ingrédients tels que la crème, la liqueur, le sirop ou le mélange avec d'autres spiritueux et jus de fruits permet de créer de nombreuses variations.
La piña colada donne son nom à ce groupe de boissons et en est également la représentante la plus connue, bien que le mot espagnol colada signifie simplement « égoutté » et se réfère au jus d'ananas. La caractéristique de toutes les coladas, cependant, est la crème de coco (crème de coco), le sirop de coco ou le lait de coco qu'elles contiennent. Le barman Charles Schumann définit les ingrédients d'une colada comme étant « de la crème de coco, de la crème, des jus et des spiritueux ». La colada est également connue sous le nom de « lait de coco ».
Parmi les autres coladas connues, citons la Bahia, le Swimming Pool (avec de la vodka et du curaçao bleu), la Golden Colada et la Flying Cangaroo (avec du Galliano et du jus d'orange), la French Colada (avec de la crème de cassis ou du sirop de groseille), l'Italian Colada (avec de l'amaretto), la Mexican Colada (avec du Kahlúa), la Strawberry Colada (avec des fraises) et la Pink(y) Colada (avec de la grenadine).